# Joëlle Morissette
Pour les articles homonymes, voir Morissette.
Œuvres principales
- Au-delà de la 5e dimension
- À l'aube de mon adolescence
- Marie-Fantôme
- La chambre au bout du corridor
- Maman sur commande
- L'âme égarée du lac des Bosquets
- Maggie - Une amie sans passé
- L'horloge enchanteresse

Joëlle Morissette est une auteure jeunesse canadienne.

## Biographie
Joëlle Morissette écrit son premier roman à 14 ans et le publie à 15 ans, alors qu'elle était étudiante en 3e secondaire. Elle visite par la suite plus d'une centaine d'écoles primaires au Canada, afin de partager son expérience d'auteure avec les élèves. Elle multiplie les occasions par des animations dans les écoles et les salons du livre.

## Récompenses

### Nominations et sélections
- 2008 : Prix littéraire Hackmatack, nomination pour le roman À l’aube de mon adolescence[1]
- 2010 : Présentation sélectionnée par la commission scolaire des Navigateurs[2]
- 2011 : Prix d'excellence de la Caisse Desjardins de Lévis[3]
- 2016 : Portail des auteurs du Nouveau-Brunswick[4]
- 2017 : Présentation sélectionnée pour le répertoire de l'UNEQ[5]

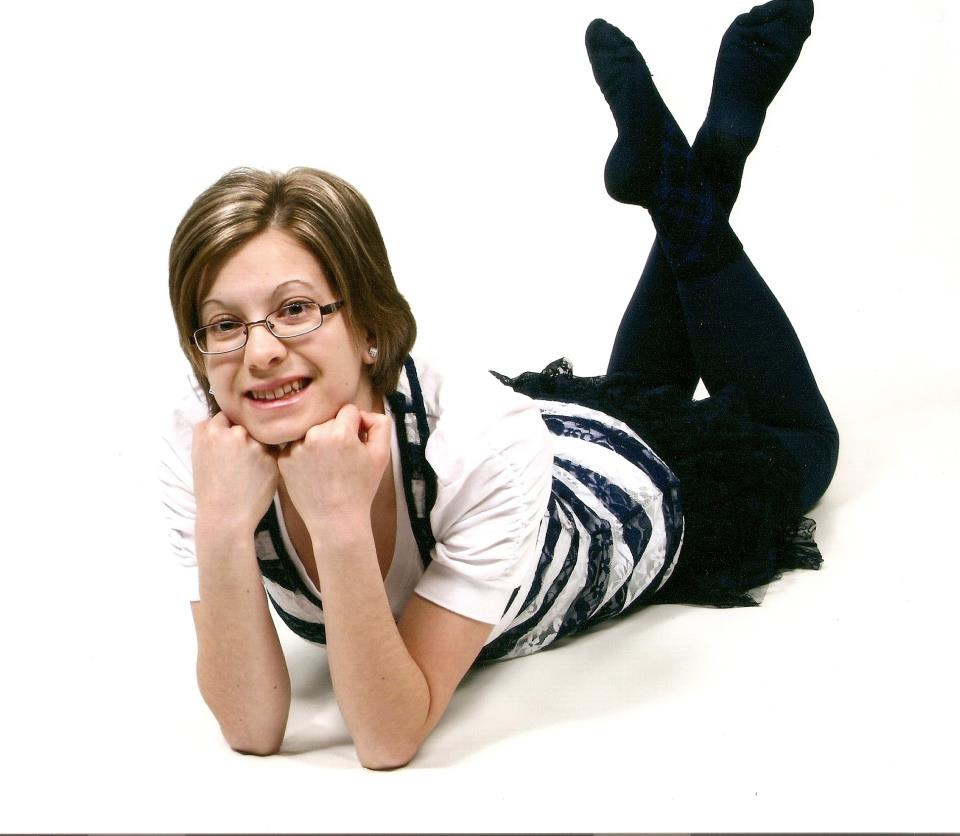
Joëlle Morissette en 2011.

## Ouvrages
- 2005 : Au-delà de la 5e dimension[6], Éditions de la Francophonie  (ISBN 2-923016-93-9)
- 2006 : À l'aube de mon adolescence[7], Éditions de la Francophonie  (ISBN 2-89627-056-6)
- 2007 : Marie-Fantôme[8], Éditions de la Francophonie  (ISBN 978-2-89627-122-1)
- 2010 : La Chambre au bout du corridor[9], Éditions de la Francophonie  (ISBN 978-2-89627-210-5)
- 2012 : Maman sur commande[10], Éditions de la Francophonie  (ISBN 978-2-89627-326-3)
- 2014 : L'âme égarée du lac des Bosquets[11], Éditions de la Francophonie  (ISBN 978-2-89627-382-9)
- 2018: Maggie - Une amie sans passé, Éditions de la Francophonie,  (ISBN 978-2-89627-534-2)[12]
- 2020: L'horloge enchanteresse, Éditions de la Francophonie,  (ISBN 978-2-89627-632-5)[13]
- 2023: Je prendrai ta place, Éditions Trois-Mâts